# Victorville
Victorville – miasto w Stanach Zjednoczonych położone w zachodniej części hrabstwa San Bernardino, w stanie Kalifornia. Liczba ludności 64,029 (2000). Szacowana liczba ludności w 2008 roku - 107,721.
Miasto położone jest na południowym krańcu pustyni Mojave około 130 km (81 mil) na północny wschód od Los Angeles. Victorville jest miastem, w którym w 2007 roku odnotowano drugi pod względem wielkości przyrost ludności w Stanach Zjednoczonych – 9,5% w ciągu roku.
W mieście znajduje się zakład penitencjarny (United States Penitentiary, Victorville).